# Парадокс Кантора
Парадо́кс Ка́нтора — парадокс теории множеств, который демонстрирует, что предположение о существовании множества всех множеств ведёт к противоречиям и, следовательно, противоречивой является теория, в которой построение такого множества возможно.

## Формулировка
Предположим, что множество всех множеств {\displaystyle V=\{x\mid x=x\}} существует. В этом случае справедливо {\displaystyle \forall x\forall T(x\in T\rightarrow x\in V)}, то есть всякое множество {\displaystyle T} является подмножеством {\displaystyle V}. Но из этого следует {\displaystyle \forall T\;|T|\leqslant |V|} — мощность любого множества не превосходит мощности {\displaystyle V}.
Но в силу аксиомы существования множества всех подмножеств для {\displaystyle V}, как и любого множества, существует множество всех подмножеств {\displaystyle {\mathcal {P}}(V)}, и по теореме Кантора {\displaystyle |{\mathcal {P}}(V)|=2^{|V|}>|V|}, что противоречит предыдущему утверждению. Следовательно, {\displaystyle V} не может существовать, что вступает в противоречие с «наивной» гипотезой о том, что любое синтаксически корректное логическое условие определяет множество, то есть что {\displaystyle \exists y\forall z(z\in y\leftrightarrow A)} для любой формулы {\displaystyle A}, не содержащей {\displaystyle y} свободно.

## Другая формулировка
Не существует максимального кардинального числа. В самом деле: пусть оно существует и равно {\displaystyle \mu }. Тогда по теореме Кантора {\displaystyle 2^{\mu }>\mu }.

## Выводы
Этот парадокс, открытый Кантором около 1899 года, обнаружил необходимость пересмотра «наивной теории множеств» (парадокс Рассела был открыт несколько позднее, около 1901 года) и стимулировал разработку строгой аксиоматики теории множеств. Схема аксиом {\displaystyle \exists y\forall z(z\in y\leftrightarrow A)} отвергнута как противоречивая, вместо этого была разработана система ограничений на вид условия, задаваемого формулой {\displaystyle A}.